# 山中昌福
山中 昌福（やまなか まさとみ、生年不詳 - 1832年12月14日（天保3年11月23日））は、日本の江戸時代の庄屋。出雲国の戦国武将山中幸盛の子孫。山中常耀の長男、母は不詳、または好助、猪右衛門とも称した、通称は（8代目）吉和屋彌右衛門と称した。長女は、お津禰（おつね）。
墓所は広島市佐伯区の光禅寺境内山中家墓地にあり、法号は釋日転淨輪信士。

## 生涯
寛政3年（1791年）12月6日に父である山中常耀が没したために家督を相続し（8代目）吉和屋彌右衛門と称して、事業を継承し塩浜経営に専念した。夫妻には男子が無かった為、長女のお津禰（おつね）に婿養子を迎えた。
山中常諦以降の歴代の吉和屋（山中家）の当主は吉和屋彌右衛門の通称を継承し塩浜経営を行ったが、江戸後期に入ると塩田不況により、有力な浜主も塩浜をやむなく手放さざるを得なくなり、海老塩浜の塩浜も衰退していき、天保年間には吉和屋（山中家）は塩田不況の影響により塩浜経営に失敗し、多額の借金を背負ったために没落への道を辿る事になった。
江戸時代後期に安芸広島藩が総力を挙げて編纂した書物「芸藩通志55巻」の安芸佐伯郡古家の項に「海老塩浜山中氏、先祖孫右衛門某、山中鹿之助幸盛が女を娶り、草津村に住す、裔孫、海老に移り、数代里職たり、孫左衛門より、今好助に至る九世」とあるが、9世好助とは、山中昌福（8代吉和屋彌右衛門）の事である。